# Hermann Oberbeck
Hermann Julius Albert Emil Oberbeck (* 5. Oktober 1833 in Magdeburg; † 21. Mai 1894 in Weimar) war ein deutscher Architekt, Eisenbahnbaumeister und Hochschullehrer.

## Beruf
Hermann Oberbeck bestand 1852 das Abitur am Gymnasium des Klosters „Unser Lieben Frauen“ in Magdeburg. Anschließend war er Baueleve in Saarbrücken und Schneidemühl, u. a. bei seinem älteren Bruder, der Bauinspektor der Preußischen Ostbahn war. 1853 bis 1855 studierte er an der Berliner Bauakademie, was er mit der Bauführerprüfung abschloss.
Anschließend arbeitete er beim Bau der Bahnstrecke Deutz–Gießen der Köln-Mindener Eisenbahn-Gesellschaft mit. 1857 bis 1859 studierte er erneut an der Bauakademie und legte im Dezember 1861 die Baumeisterprüfung ab. In der Folge war er bei der Preußischen Ostbahn, dann bei der Magdeburg-Halberstädter Eisenbahngesellschaft angestellt. Dort war er u. a. Abteilungsbaumeister in Halberstadt. Kurz nachdem er geheiratet hatte, nahm er am Krieg von 1866 teil. Ab Mai 1868 war er Eisenbahnbaumeister bei der Direktion der Oberschlesischen Eisenbahn in Breslau. 1870 leistete er erneut kurzzeitig Kriegsdienst im Deutsch-Französischen Krieg und wurde verwundet. Im Mai 1871 war er Eisenbahnbauinspektor. Am 12. März 1872 wurde er in das technische Büro im Handelsministerium versetzt, am 1. März 1874 Baurat und technisches Mitglied des Königlichen Eisenbahnkommissariats in Berlin. Im Mai desselben Jahres wurde er zum Regierungsrat ernannt und am 15. Mai 1875 zum technischen Mitglied der Königlichen Eisenbahndirektion in Kassel berufen, doch bereits kurze Zeit später, am 29. Dezember 1875, Geheimer Baurat und Vortragender Rat im Ministerium der öffentlichen Arbeiten, u. a. zuständig für bauliche und betriebstechnische Angelegenheiten der Strecken der Königlichen Eisenbahndirektion Berlin und bei der reichsweiten Vereinheitlichung des Signalwesens. Bald danach wurde er Mitglied der Königlichen technischen Oberbaudeputation, dann des daraus hervorgegangenen Königlichen technischen Oberprüfungsamts und erster Vorsitzender des Königlichen technischen Prüfungsamts. Am 5. Juli 1880 wurde er zum Geheimen Oberbaurat befördert, am 19. Oktober 1892 zum Kaiserlichen Geheimen Oberregierungsrat und Dirigenten des Reichsamts für die Verwaltung der Reichseisenbahnen in Elsaß-Lothringen. Anfang 1893 erkrankte er, trat am 1. April 1894 in den Ruhestand und verstarb kurz darauf.

## Lehrtätigkeit
- Von 1872 bis 1875 lehrte er an der Bauakademie das Fach Eisenbahnbau.[6]
- Ab 1882 war er auch Dozent an der Universität in Berlin.

## Bauten
Neben seiner umfangreichen administrativen und Lehrtätigkeit wirkte er an Entwürfen und Bau folgender Eisenbahnbauten mit:
- 1861–1868: Bahnstrecken Wegeleben-Bernburg, Aschersleben-Halle, Güsten-Hadmarsleben und Halberstadt-Vienenburg
- 1868–1872: Bahnstrecke Posen-Thorn-Bromberg und Breslauer Verbindungsbahn
- ab 1875: Erweiterung der Berliner Verbindungsbahn, Ausbau des Stettiner und des Schlesischen Bahnhofs in Berlin

## Ehrungen
- Verleihung des Roten Adlerordens, IV., III. und II. Klasse
- Verleihung des Sterns zum Roten Adlerorden II. Klasse (1894)